# Hans Spear
Hans Spear (* 2. Dezember 1918 als Hans Norbert Spier in Deutschland; † 15. April 2009 in Tucson, Arizona) war ein US-amerikanischer Unternehmer und Mitglied der Ritchie Boys.

## Leben
Hans Norbert Spier wurde nach Ende des Ersten Weltkrieges als Sohn einer jüdischen Familie in Hessen geboren. Im Jahr 1938 floh er vor den nationalsozialistischen Judenverfolgungen in die USA, wo er 1939 seine ebenfalls geflohene Jugendliebe Beatrice Blum in New York heiratete. 1943 zog ihn die US Army ein, die ihn nach seiner Ausbildung in Camp Ritchie, Maryland, zehn Tage nach der Landung der Alliierten in der Normandie als Verhörspezialist der 30. US-Infanteriedivision für kriegsgefangene deutsche Soldaten einsetzte. Während der Ausbildung war er beispielsweise Si Lewen und Victor Brombert begegnet.
Nach Kriegsende eröffnete Spear eine Malerfirma in Chicago, Illinois. Er lebt die letzten sechzehn Jahre seines Lebens in Tucson, Arizona, wo er, neunzigjährig, am 15. April 2009 starb.
Am 27. Februar 2008 verlieh ihm die US Army für seine Leistungen den Bronze Star. Dies geschah nach einer massenhaften internen Revision von Dienstunterlagen, die das Heer nach jahrelangem Widerstreben zur Auszeichnung jüdischer und afroamerikanischer Soldaten anging.